# Jennifer Ulrich
Jennifer Ulrich, detta Jenny (Berlino, 18 ottobre 1984), è un'attrice tedesca.

## Biografia
Ha debuttato al cinema nel 2002, e ha recitato con un ruolo di primo piano nel film L'onda del 2008. Nell'estate 2011, ha girato, in uno dei ruoli principali, il dramma politico italiano "Diaz - Don't Clean Up This Blood" diretto da Daniele Vicari. Dopo che il film è stato proiettato con successo nella sezione Panorama Special alla Berlinale 2012 e ha vinto il 2º posto al premio del pubblico, è uscito nelle sale italiane dal 13 aprile 2012. Nel 2018, Ulrich ha assunto un ruolo nel dramma indipendente italiano "Drive me Home".

## Filmografia parziale

### Cinema
- Big Girls Don't Cry - La vita comincia oggi (Große Mädchen weinen nicht), regia di Maria von Heland (2002)
- Le particelle elementari (Elementarteilchen), regia di Oscar Roehler (2006)
- Die Wolke (2006)
- Zwei zum Fressen gern (2006)
- Lauf der Dinge (2007)
- L'onda (Die Welle), regia di Dennis Gansel (2008)
- Wir sind die Nacht, regia di Dennis Gansel (2010)
- Diaz - Don't Clean Up This Blood, regia di Daniele Vicari (2012)
- Drive Me Home, regia di Simone Catania (2018)

### Televisione
- Klassenfahrt – Geknutscht wird immer - film TV (2004)
- Inga Lindström, episodio Entscheidung am Fluss (2005)